# Ksenia Lykina
Ksenia Valentinovna Lykina (Ксения Валентиновна Лыкина) (Moskou, 19 juni 1990) is een voormalig tennisspeelster uit Rusland.

## Loopbaan
Lykina begon op vijfjarige leeftijd met het spelen van tennis. Zij was actief in het proftennis van 2007 tot in 2018. Daarbij won zij op het ITF-circuit zes titels in het enkelspel en vijftien in het dubbelspel.
Op het Australian Open 2008 won zij de titel in het meisjesdubbelspel, samen met landgenote Anastasija Pavljoetsjenkova.
Op het WTA-toernooi van Bakoe 2015 bereikte zij de halve finale in het dubbelspel, samen met landgenote Polina Monova. Hetzelfde resultaat boekte zij op het WTA-toernooi van Seoel 2016, met de Japanse Riko Sawayanagi aan haar zijde.
Haar hoogste notering op de WTA-ranglijst is de 108e plaats in het dubbelspel, die zij bereikte in februari 2017.

## Posities op deWTA-ranglijst
Positie per einde seizoen:
| jaar | rang enkelspel | rang dubbelspel |
| ---- | -------------- | --------------- |
| 2007 | 685            | 526             |
| 2008 | 594            | 521             |
| 2009 | 179            | 248             |
| 2010 | 315            | 148             |
| 2011 | 409            | 219             |
| 2012 | 278            | 213             |
| 2013 | 344            | 300             |
| 2014 | 571            | 640             |
| 2015 | 381            | 193             |
| 2016 | 172            | 132             |
| 2017 | 305            | 124             |
| 2018 | 335            | 276             |